# رابرت گچل
رابرت گچل (انگلیسی: Robert Getchell؛ زادهٔ ۱۹۳۶) فیلم‌نامه‌نویس اهل ایالات متحده آمریکا است.
وی برنده جوایزی همچون جایزه بفتا بهترین فیلم‌نامه در سال ۱۹۶۸ و جایزه تمشک طلایی بدترین فیلمنامه در سال ۱۹۸۱ شده است.

## فیلم‌شناسی
- آلیس دیگر اینجا زندگی نمی‌کند (۱۹۷۴)
- در راه افتخار (۱۹۷۶)
- آلیس ( ۱۹۷۶ - ۱۹۸۵ )
- Mommie Dearest (۱۹۸۱)
- رویاهای شیرین (۱۹۸۵)
- استلا (۱۹۹۰)
- نقطه بی‌بازگشت (فیلم) (۱۹۹۳)
- زندگی این پسر (۱۹۹۳)
- موکل (فیلم ۱۹۹۴) (۱۹۹۴)